# Base Ridge
Base Ridge (englisch sinngemäß für Stationsgrat; chinesisch 东太平山 Dongtaiping Shan) ist ein Gebirgskamm an der Ingrid-Christensen-Küste des ostantarktischen Prinzessin-Elisabeth-Lands. Er ragt in den Larsemann Hills auf der Halbinsel Broknes auf und erstreckt sich östlich der Law-Racoviță-Station in nordöstlicher Richtung.
Australische Wissenschaftler benannten ihn 1987. Namensgebend ist die Nähe zur Forschungsstation, für die der Gebirgskamm, der zudem zu den Brutgebieten des Schneesturmvogels gehört, einen Windschutz darstellt.